# Наум Митрушев
Наум (Нумо) Митрушев е български революционер, деец на Вътрешната македоно-одринска революционна организация.

## Биография
Митрушев е роден в костурското село Смърдеш, тогава в Османската империя, днес в Гърция. Влиза във ВМОРО и става член на ръководството на Смърдешкия революционен комитет. През май 1901 година убива предателя гъркоманин Трайко Майноловски от Косинец. Натоварен е с мисия да организира гурбетчиите от Костурско и пристига в Балъкесир, където привлича към революционното дело Христо Репавцов, Никола Геджов и други свои съселяни и ги организира за връщане в родината. Действа като куриер на Организацията и взима участие в Илинденско-Преображенското въстание с четата на Васил Чекаларов.